# Satyrus taishanicus
Satyrus taishanicus är en fjärilsart som beskrevs av Holik 1956. Satyrus taishanicus ingår i släktet Satyrus och familjen praktfjärilar. Inga underarter finns listade.